# Cerkev sv. Frančiška, Porto
Cerkev svetega Frančiška (portugalsko Igreja de São Francisco) je najvidnejši gotski spomenik v Portu na Portugalskem, znan pa je tudi po izjemnem baročnem notranjem okrasju. Stoji v zgodovinskem središču mesta, ki ga je UNESCO razglasil za svetovno dediščino.

## Zgodovina
Frančiškanski red je bil ustanovljen v Portu okoli leta 1223. Sprva je bil red nasprotnik posvetnih in duhovnikov drugih verskih ustanov, zlasti škofa v Portu. Papež Inocenc V. je s papeško bulo, Bulla Doelentis accepimus, vrnil frančiškanom prej podarjeno zemljišče. Okoli leta 1244 so začeli graditi samostan in prvo, majhno cerkvico, posvečeno svetemu Frančišku Asiškemu.
Leta 1383 so frančiškani pod pokroviteljstvom kralja Ferdinanda I. začeli graditi prostornejšo cerkev. Ta nova struktura je bila dokončana okoli leta 1425 in je sledila razmeroma preprostemu gotskemu dizajnu, značilnemu za beraške redove na Portugalskem. Splošna struktura cerkve ni bila v veliki meri spremenjena, zaradi česar je São Francisco najboljši primer gotske arhitekture v Portu.
V 15. in 16. stoletju so ugledne portoške družine izbrale frančiškane za svoj panteon. Kapela sv. Janeza Krstnika je izjemen primer, zgrajena v 1530-ih za družino Carneiro v manuelinskem slogu, portugalski pozni gotiki. Glavna umetniška akcija cerkve je bila izvedena v prvi polovici 18. stoletja, ko je bila večina notranjih površin cerkve, vključno s stenami, stebri, stranskimi kapelami in streho, prekrita s portugalskim pozlačenim lesom (talha dourada) v baročnem slogu. Posebej opazne so številne baročne oltarne slike apsidnih kapel in ladje, ki so med najboljšimi na Portugalskem.
Požar, ki ga je povzročilo obleganje Porta leta 1832, je uničil stare samostane. Na njenem mestu je mestno komercialno združenje zgradilo borzno palačo (Palácio da Bolsa), veličasten primer neoklasicistične arhitekture 19. stoletja.

## Zunanjost in tloris
Glavna fasada frančiškanske cerkve ima veliko, dovršeno rozeto v gotskem slogu. To je edina originalna dekoracija glavne fasade. Zahodni portal je zdaj značilno baročno delo, organizirano v dveh nivojih, s salomonovimi stebri in kipom sv. Frančiška.
Južni portal, obrnjen proti reki, je še gotski. Portal je stopničasto naprej od pročelja in ima trikotni zatrep, okrašen s pentagramom. Odprtje je sestavljeno iz niza gotskih arhivolt; notranji profil je okrašen z arkadnim reliefom v slogu mudéjar (pod vplivom islama).
Cerkev je troladjska, pri čemer je glavna ladja najvišja. Vzhodni del cerkve ima transept in apsido s tremi kapelami. Območje križišča osvetljujejo velika okna krakov transepta in glavne kapele ter majhna rozeta nad glavno kapelo z risbo v obliki pentagrama.

## Notranjost
Polikromirani granitni kip (13. stoletje) svetega Frančiška Asiškega, ki stoji znotraj cerkve poleg vhoda znotraj baročne oltarne slike, je ostanek prve cerkve svetega Frančiška, ki jo je po letu 1383 nadomestila današnja zgradba.
V 15. in 16. stoletju je več plemiških družin izbralo svetega Frančiška za svojega zavetnika. V bližini vhoda je stari panteon za družino Luísa Álvaresa de Sousa z zanimivim gotskim portalom, okrašenim z grbom in posvetilnim napisom. Kapelo danes zavzema baročna oltarna slika.
Zanimiva je tudi kapela, posvečena svetemu Janezu Krstniku (São João Baptista), zgrajena okoli leta 1534 v desnem kraku transepta za družino João Carneiro. Ta kapela arhitekta Dioga de Castilha ima čudovit portal in je prekrita z zapletenim rebrastim obokom v manuelinskem slogu. V baročni oltarni sliki kapele je še vedno ohranjena slika Kristusovega krsta iz 16. stoletja, vključena v baročno oltarno sliko. Iz istega obdobja je v cerkvi tudi lepa renesančna grobnica, vzidana v zid.
V zgodnjem 18. stoletju so stranske ladje in kapele apside izdatno okrasili z razkošnim pozlačenim lesenim delom (talha dourada) več portugalskih rezbarjev. To okrasno bogastvo je najbolj opazna značilnost frančiškanske cerkve, saj skoraj v celoti pokriva strehe ladij, stebre, okenske okvire in kapele ter skriva temeljno srednjeveško arhitekturo. Čeprav se baročno pozlačeno delo ne ujema popolnoma z gotsko zgradbo cerkve, velja za enega najbolj izjemnih na Portugalskem.
Med oltarnimi slikami je še posebej pomembna tista, ki prikazuje Jesejevo drevo v severni stranski ladji. To večbarvno pohištvo sta izrezljala Filipe da Silva in António Gomes, kot je navedeno v pogodbi iz leta 1718. Predstavlja Jezusovo družinsko drevo z dvanajstimi judovskimi kralji, ki so prek vej drevesa povezani z Jessejevim ležečim telesom. Na vrhu drevesa je Jožef pod podobo Device z otrokom. V nišah ob tem drevesu sta kipa svete Ane in svetega Joahima (Marijinega očeta in matere) ter štirih frančiškanskih očetov, ki so pisali o Brezmadežnem spočetju.
Še en pomemben primer dekoracije iz pozlačenega lesa v Portu je notranjost cerkve Santa Clara.
Pročelje cerkve obdajajo zanimivi spomeniki, kot so 18. stoletje, neoklasicistična cerkev Ordem Terceira de São Francisco in dispečerska hiša reda (Casa de Despachos), v kateri je muzej in ima zanimivo baročno notranjost.